# Haltérophilie aux Jeux olympiques de la jeunesse de 2014
Navigation
Édition précédente Édition suivante
Les épreuves d'haltérophilie aux jeux olympiques de la jeunesse d'été de 2014 ont lieu au Nanjing International Expo Center de Nankin, en Chine, du 17 au 23 août 2014.

## Compétition garçons
| Événement  | Or                        | Argent               | Bronze                             |
| ---------- | ------------------------- | -------------------- | ---------------------------------- |
| 56 kg      | Meng Cheng                | Nguyen Tran Anh Tuan | Adkhamjon Ergashev                 |
| 62 kg      | Pak Jongju                | Sakda Meeboon        | Mirko Zanni                        |
| 69 kg      | Bozhidar Dimitrov Andreev | Viacheslav Iarkin    | Andres Mauricio Caicedo Piedrahita |
| 77 kg      | Hakob Mkrtchyan           | Venkat Rahul Ragala  | Zhaslan Kaliyev                    |
| 85 kg      | Khetag Khugaev            | Farkhodbek Sobirov   | Mohamed Shosha                     |
| + de 85 kg | Simon Martirosyan         | Tamaš Kajdoči        | Anthony Coullet                    |

## Compétition filles
| Événement  | Or                     | Argent                | Bronze            |
| ---------- | ---------------------- | --------------------- | ----------------- |
| 48 kg      | Jiang Huihua           | Ri Songgum            | Rebeka Koha       |
| 53 kg      | Rattanaphon Pakkaratha | Jong Chun Hui         | Nouha Landoulsi   |
| 58 kg      | Chiang Nien-Hsin       | Anastasiia Petrova    | Sasha Nievas      |
| 63 kg      | Sara Ahmed             | Ana Duran Ayon        | Sofiya Zenchenko  |
| + de 63 kg | Duanganksorn Chaidee   | Svetlana Shcherbakova | Kapustina Tatyana |